# 莱昆贝里 (大西洋比利牛斯省)
莱昆贝里（法語：Lecumberry，法語發音：[lekumbeʁi]）是法国大西洋比利牛斯省的一个市镇，属于巴约讷区。

## 地理
莱昆贝里（43°8'6"N, 1°8'35"W）面积58.09 平方千米，位于法国新阿基坦大区大西洋比利牛斯省，该省份为法国东南部省份，涵盖了贝阿恩与北巴斯克，西临大西洋比斯開灣，北至朗德省，东北接热尔省，东临上比利牛斯省，南与西班牙接壤。
与莱昆贝里接壤的市镇（或旧市镇、城区）包括：阿阿克斯-阿尔谢特-巴斯卡桑、贝奥尔莱吉、比叙纳里茨-萨拉斯凯特、埃斯泰朗叙比、奥斯塔、拉罗、芒迪沃、奥尔瓦伊塞塔、奥查加维亚。
莱昆贝里的时区为UTC+01:00、UTC+02:00（夏令时）。

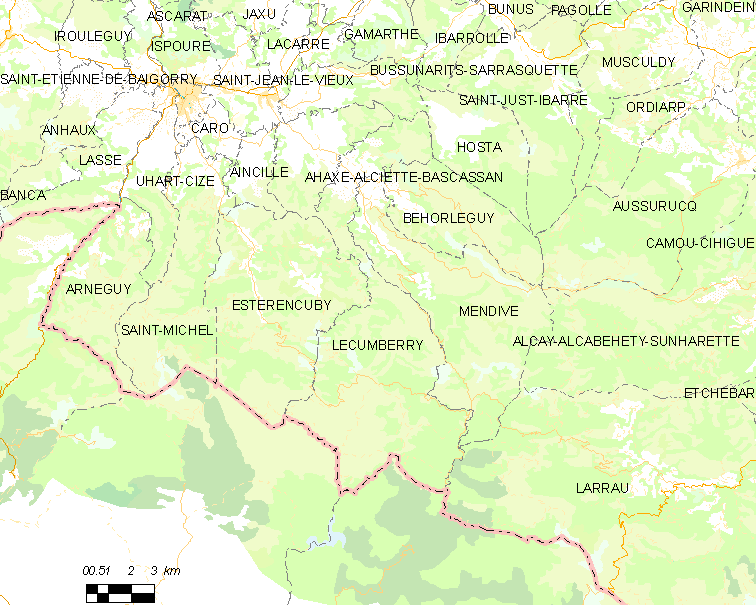
莱昆贝里的OSM定位图

## 行政
莱昆贝里的邮政编码为64220，INSEE市镇编码为64327。

## 政治
莱昆贝里所属的省级选区为巴斯克山地县。

## 人口

1962-2008年间莱昆贝里人口变化图示

莱昆贝里于2022年1月1日时的人口数量为184人。